# Eclipse solar de 26 de dezembro de 2019

Esquema animado mostrando as áreas atingidas pelo eclipse

O eclipse solar de 26 de dezembro de 2019 foi um eclipse anular visível na Ásia e na Austrália. Foi o eclipse número 46 na série Saros 132 e teve magnitude 0,9701.
O eclipse foi caracterizado por um "anel de fogo", visível no hemisfério sul, começando o seu percurso de 118 quilómetros na Arábia Saudita e terminando-o em Guam, no oeste do oceano Pacífico.